# 韋廉斯
韋廉斯（1922年6月22日—2011年2月28日），加拿大卑詩省律師、政治人物。
1922年生於沙斯卡寸旺省基拿雲，長於沙斯卡寸旺省阿夕尼波亞。1936年隨父母遷至卑詩省溫哥華。二戰期間在皇家加拿大空軍服役。戰後於卑詩大學法學院修習法律。1950年獲認許為大律師。在西溫哥華市政公園及康樂委員會任職六年。1965年當選西溫哥華市議員。1966年當選卑詩省省議員。1975年5月退出卑詩自由黨，後於同年9月加入卑詩社會信用黨。1979至1983年擔任卑詩省律政廳長，卸任後重返法律行業。1993至2002年再度任職於西溫哥華市議會。2011年2月28日因病逝世，享壽88歲。